# 村田虎次郎

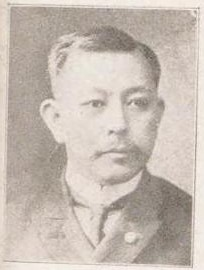
村田虎次郎

村田 虎次郎（むらた とらじろう、1869年12月13日（明治2年11月11日） - 1942年（昭和17年）10月30日）は、日本の政治家、大津市長、衆議院議員（2期）。

## 経歴
滋賀県出身。大津市長、大津商業会議所特別議員、京都信託(株)監査役、立憲政友会総務となる。
1908年の第10回衆議院議員総選挙において大津市選挙区から無所属で立候補して初当選した。つづく1912年の第11回衆議院議員総選挙では立憲政友会公認で立候補して再選。衆議院議員を2期務め、1915年の第12回衆議院議員総選挙には出馬しなかった。1942年に死去した。